# Ku80
Ku80はXRCC5遺伝子でコードされているタンパク質である。
Ku80はKu70とヘテロ二量体を形成して、DNA修復のための非相同末端結合（NHEJ）経路に必要なKu自己抗原となる。また、NHEJ経路を利用して哺乳類の免疫系の抗原多様性を増大させるV(D)J遺伝子再構成にも要求される。また、NHEJ経路が関与しない、テロメア長の維持とサブテロメア遺伝子サイレンシングにも不可欠な役割を果たす。
Kuは、全身性エリテマトーデスの患者がタンパク質に対して高レベルの自己抗体を持っていることが判明したときに最初に同定された。

## 別名
Ku70は、以下で記述するいくつかの別名でも呼ばれる。
- ループスKu自己抗原タンパク質p80（Lupus Ku autoantigen protein p80）
- ATP依存性DNAヘリカーゼ2サブユニット2（ATP-dependent DNA helicase 2 subunit 2）
- X-ray repair complementing defective repair in Chinese hamster cells 5
- X線修復交差補完タンパク質5（XRCC6: X-ray repair cross-complementing 5）

## エピジェネティックな抑制
Ku80のタンパク質発現レベルは、それをコードする遺伝子XRCC5のプロモーター領域のエピジェネティックな高メチル化によって抑制される。非小細胞肺癌の原発腫瘍と近辺の正常な肺組織の87個のマッチドペアの研究では、腫瘍の25％がXRCC5遺伝子座でヘテロ接合性を失い、同様の割合の腫瘍がXRCC5のプロモーター領域の高メチル化を示した。Ku80の発現レベル低下は、mRNAの発現レベル低下およびXRCC5プロモーターの高メチル化と有意に相関しており、一方で遺伝子のヘテロ接合性欠失とは関連していなかった。

## 老化との関連
Ku80にホモ接合性欠陥がある変異マウスは、老化の早期発症を経験する。Ku80-/-マウスは、加齢に関連した7つの病状を示し、寿命と体長を著しく減少させる。Ku-/+ヘテロ接合マウスでKu80対立遺伝子が1つだけ失われると、出生後の成長は正常となるが、骨格筋の老化が加速する。ヒト、ウシ、及びマウスの研究では、Ku80の発現レベルは種間で劇的に異なり、これらのレベルが種の寿命と強く相関していることが示された。これらの結果は、野生型Ku70遺伝子によるDNA二本鎖切断を修復する能力の低下が早期老化を引き起こし、この遺伝子が寿命の保証に重要な役割を果たしていることを示唆する。

## 臨床
この遺伝子の稀少なマイクロサテライト多型は、さまざまな放射線感受性患者の発癌に関連する。

### 癌の抑制
一般に、DNA修復関連遺伝子の発現が不足すると発癌のリスクが高まる。Ku80及びKu70の発現の喪失は黒色腫の進行の初期段階と関連しており、Ku70及びKu80による調節不全は黒色腫の転移の拡散に関連していることが判明している。さらに、Ku80の低発現は、腺癌タイプの15％および扁平上皮細胞タイプの非小細胞肺癌の32％で見られ、これはXRCC5プロモーターの高メチル化と相関していた。
Ku80は、さまざまな癌においてエピジェネティックに抑制される26種類のDNA修復タンパク質の1つである。

## 相互作用分子
Ku80は以下の生体分子と相互作用する。
- DNA-PKcs[9][10][11]
- GCN5L2[12]
- Ku70[9][12][13][14][15]
- NCOA6[16][17]
- PCNA[11][18][19]
- POU2F1[11][20]
- TERF2IP[21]
- テロメラーゼ逆転写酵素[22]
- チロシンキナーゼ2[23]
- ウェルナー症候群ATP依存性ヘリカーゼ[24][25]